# 比什维尔
比什维尔（法語：Bischwihr，法語發音：[biʃviʁ] ⓘ）是法国上莱茵省的一个市镇，属于科尔马-里博维莱区。

## 地理
比什维尔（48°5'46"N, 7°26'13"E）面积3.23 平方千米，位于法国大東部大區上莱茵省，该省份为法国东部内陆省份，是阿尔萨斯的一部分，今与下莱茵省组成了阿尔萨斯欧洲集体，其北临下莱茵省，西接孚日省，西南接贝尔福地区省，东侧沿莱茵河与德国相望，南与瑞士接壤。
与比什维尔接壤的市镇（或旧市镇、城区）包括：蒙策奈姆、福奇维尔、昂多尔赛姆、奥尔堡-维尔、波特迪里德。
比什维尔的时区为UTC+01:00、UTC+02:00（夏令时）。

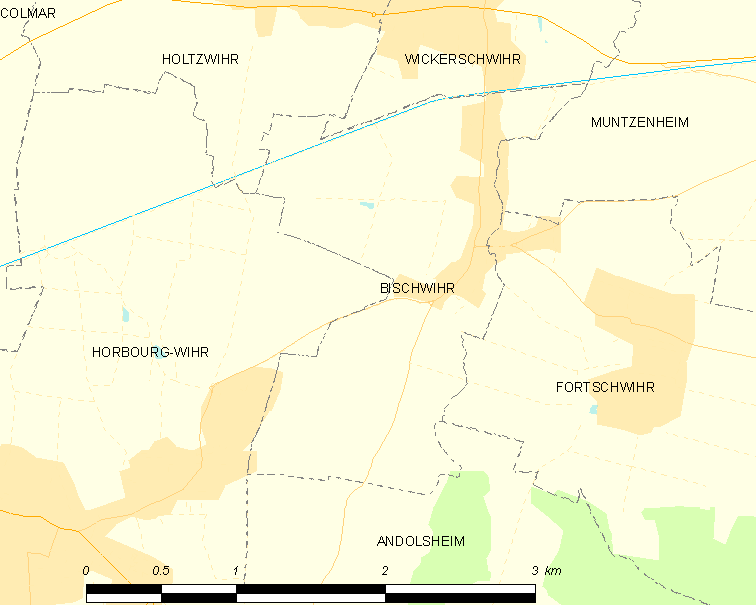
比什维尔的OSM定位图

## 行政
比什维尔的邮政编码为68320，INSEE市镇编码为68038。

## 政治
比什维尔所属的省级选区为科尔马第二县。

## 人口

1962-2008年间比什维尔人口变化图示

比什维尔于2022年1月1日时的人口数量为1192人。